# Paul Engelmeier

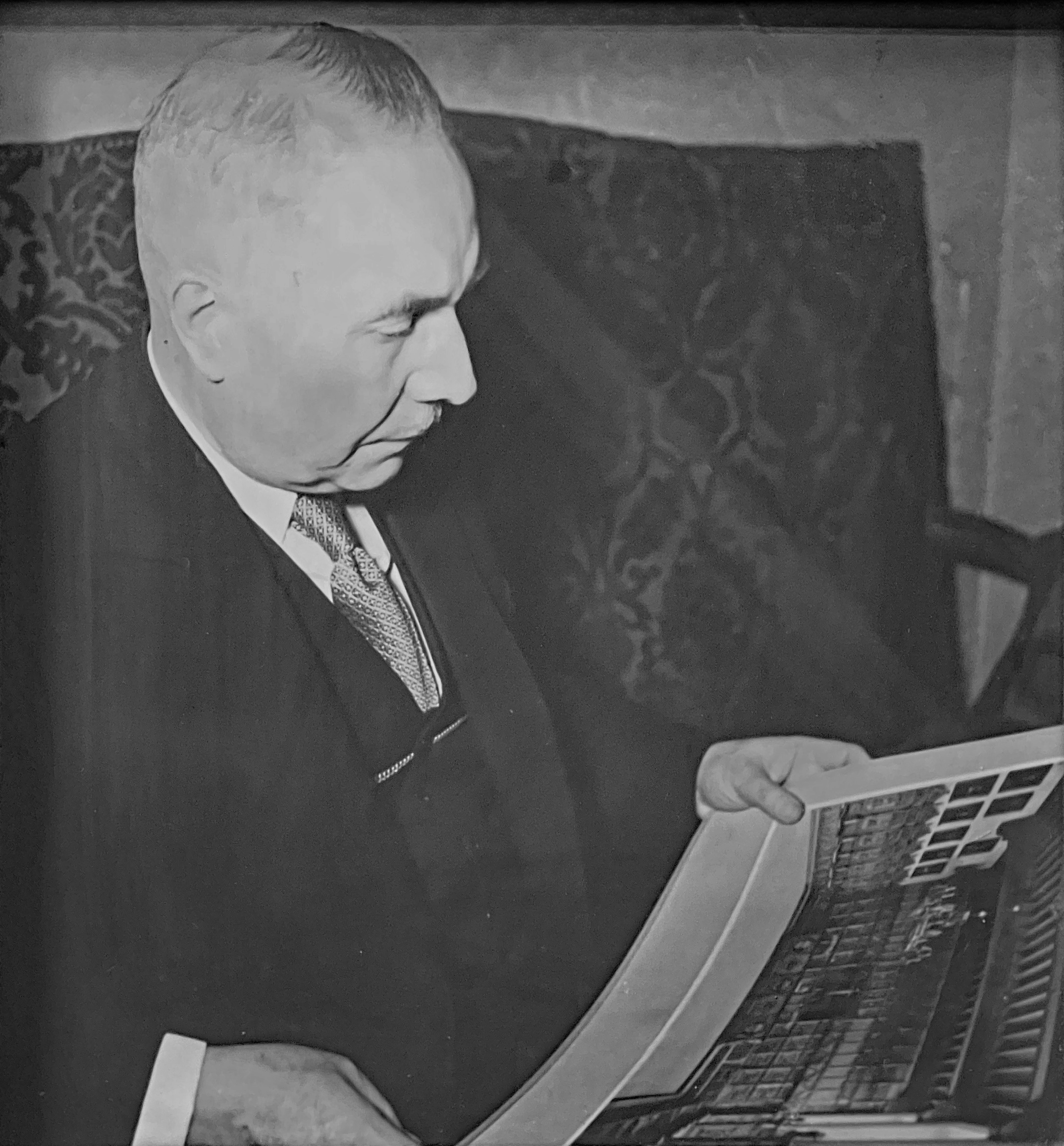
Paul Engelmeier

Paul Engelmeier (* 29. Juni 1888 in Birnbaum-Lindenstadt (Posen); † 19. September 1973 in Telgte) war ein deutscher Jurist, Verwaltungsbeamter und Museumsdirektor. Während der Weimarer Republik war er Politiker der Zentrumspartei aus dem Umfeld des späteren Reichskanzlers Heinrich Brüning und Stadtrat in Münster in Westfalen. Er leitete dort das städtische Werbe- und Verkehrsamt und war Syndikus der Gesamtgilde des örtlichen Handwerks.

## Leben
Nach seiner Promotion 1912 war Engelmeier zunächst Syndikus beim Innungsausschuss des örtlichen Handwerks und ab 1919 Geschäftsführer des münsterschen Handwerks (Handwerkskammer). 1928 wurde er zum Stadtrat gewählt und Dezernent für Handel und Handwerk, Verkehr und Kulturwerbung.
Entsprechend seiner religiösen Weltanschauung organisierte er den 69. Deutschen Katholikentag vom 4. bis zum 7. September 1930 in Münster. Im Wahlkampf zum Reichstag 1930 verweigerte er der NSDAP die Westfalenhalle für einen Wahlkampfauftritt Hitlers. Aufgrund seiner politischen Haltung wurde er nach der Machtergreifung 1933 unter Bezugnahme auf das Gesetz zur Wiederherstellung des Berufsbeamtentums seiner Stellung enthoben.
Engelmeier zog in die benachbarte Kleinstadt Telgte und gründete dort das „Heimathaus Münsterland“ als „Wallfahrts- und Heimatmuseum“ (Eröffnung 1934; heute RELíGIO – Westfälisches Museum für religiöse Kultur).
Nach seiner Wiedereinsetzung als Stadtrat im Jahr 1946 wurde Engelmeier wieder für den Bereich der Förderung des Fremdenverkehrs zuständig.

## Kulturelles Wirken
Im Gegensatz zur damals herkömmlichen Ausrichtung von Heimatmuseen als Schausammlung konzipierte er das von ihm 1934 gegründete neue Haus als Ort wechselnder Ausstellungen. Die Themen dieser Ausstellungen waren u. a. die religiöse Volkskunst und Wallfahrtserinnerungen. Gleichzeitig hatten sie die Belebung neuzeitlicher Münsterländer Handwerkskultur zum Ziel.
Neben den in seinen dienstlichen Bereich fallenden Veröffentlichungen zu Themen des Fremdenverkehrs in Westfalen, publizierte er seit 1938 zur religiösen Volkskultur Westfalens.
Überregionale und teils internationale Bekanntheit gewannen Engelmeier und die von ihm in Zusammenarbeit mit der „Landesgemeinschaft der Krippenfreunde im Rheinland und Westfalen“ jährlich veranstalteten Krippenausstellungen, die noch heute im Museum RELíGIO veranstaltet werden.
Er erhielt das Bundesverdienstkreuz 1. Klasse und weitere staatliche und kirchliche Auszeichnungen.